# Langues huarpéanes
Les langues huarpéanes  sont une famille de langues amérindiennes d'Amérique du Sud, autrefois parlées dans l'Ouest de l'Argentine.
Les langues huarpéanes sont toutes éteintes.

## Classification[2]
- L'allentiac (es)
- Le millcayac